# سوق العصرونية
سوق العصرونية 
سوق تاريخي دمشقي، ومقصد العائلات وشاهد ولادة أول بورصة في دمشق.

## أصل التسمية
ويؤكد المؤرخون أن تسميته منسوبة إلى المؤرخ والعلامة ابن أبي عصرون، ويوجد مبنى تاريخي في السوق تَحوّل إلى مدرسة تحمل اسمها. غير أن آخرين يعتقدون أن التسمية تعود إلى أن السوق منذ أُسّست تشهد ازدحاما شديدا في فترة العصر من النهار حين تخرج النساء الدمشقيات للتسوق فيها بعد انتهاء أعمالهن المنزلية، فيشترين من محلاتها مستلزمات مطابخهن وغيرها، وبالتالي أطلق عليها «العصرونية» اشتقاقا من فترة «العصر» من اليوم.

## الموقع
المكان العتيق وموقعه وسط أماكن أثرية وتاريخية يدفعان السياح ممن يقصدون دمشق القديمة إلى المرور عبر أزقته، إذ يحده من الجنوب سوق الحميدية ومن الشمال امتداد شارع الكلاسة وسوق المناخلية ومن الغرب قلعة دمشق ومن الشرق الجامع الأموي وباب البريد الذي يمتد من الحميدية حتى تقاطع المكتبة الظاهرية. والزائر إلى أي من تلك الأماكن لا بد من ان يمر بسوق العصرونية.

## وصف السوق
بمواجهة الجدار الشرقي لقلعة دمشق الأثرية تقع سوق العصرونية التاريخية، التي أُسّست قبل نحو 150 سنة، وبخلاف أسواق دمشق القديمة كانت هذه السوق مكشوفة غير مسقوفة بالتوتياء أو الأقواس الحجرية، كحال الأسواق القديمة المجاورة له مثل الحميدية والسروجية.
كذلك خالف الأسواق القديمة القائمة حاليا من حيث استمرارها كـ«سوق متخصصة»، إذ تَخصّصت منذ انطلاقتها، من خلال عشرات المحلات التي ضمتها، في بيع مستلزمات مطابخ البيوت والأدوات المنزلية والأدوات النحاسية والزجاجية والأراكيل، في حين غاب التخصص عن معظم الأسواق الدمشقية القديمة خلال السنوات الأخيرة.

## معالم السوق
تضم سوق العصرونية الكثير من المباني التاريخية. في مطلق الأحوال، ومهما كان أصل التسمية، فإن قرب السوق من القلعة عرّضها لأحداث كثيرة، ومنها ـ كما يقول المؤرخون ـ أنه كانت هناك سوق مجاورة للسوق الحالية وتأخذ اسم «سوق القلعة»، وكانت مغطاة بسقف من الخشب، بيد أن هذه السوق تَهدّمت مع الكثير من البيوت المجاورة والمشيدات الأثرية إبان الثورة السورية ضد الفرنسيين عام 1925 نتيجة للقصف المدفعي الفرنسي للمنطقة.
وفي ما بعد، أعيد تنظيم السوقين معا في سوق واحدة مكشوفة أخذت مسمى «العصرونية». ولكن حتى هذه الأخيرة لم تسلم لاحقا من القصف الفرنسي المتجدد، إذ تَعرّضت للقذائف الفرنسية الموجهة إلى القلعة عام 1945 فتخرب الكثير من منشآتها ومحلاتها، وقد أعيد بناء بعضها على الطريقة الحديثة مكان الأبنية المخربة. وعام 1984 هُدم جزء من الجانب الغربي للسوق بقصد كشف جدار القلعة الشرقي بأكمله.
وخلال النصف الأول من القرن العشرين توسعت السوق بشكل ملحوظ، فاستقطبت كثيرين من تجار دمشق الذين حوّلوا مستودعاتها المغلقة، وبعض البيوت القديمة التي عملوا على ترميمها، إلى محلات تناغمت مع تخصّص السوق الأساسية في بيع كل ما له علاقة بالبيوت والخردوات ومستلزمات البناء الخفيفة. وفي أحد تفرعات السوق توجد محلات تخصصت في بيع ألعاب الأطفال بكل أنواعها وأشكالها، وقد وصل عدد محلاتها إلى نحو 400. والسوق غير مسقوفة وكانت السوق تضم بنكا عثمانيا لشخص يُدعَى زلخة مرقدة وبجانبه كانت هناك بحيرة جميلة والأرضية مرصوفة بشكل هندسي مميز ولكنها تعرضت للتخريب بسبب القصف الفرنسي.
ومن المباني التاريخية التي تضمها السوق أيضا جامع دار الحديث الأشرفية، وهو صغير نسبيا تبلغ مساحته نحو 400 متر مربع بطابقين ويضم مئذنة ومصلى وباحة صغيرة تتوسطها بحرة تزيينية. ثم هناك مبنى مدرسة زهرة خاتون التي تعود إلى العصر الأيوبي، وهو مغلق حاليا، وثمة جامع آخر قديم أيضا يدعى جامع الخندق.

## تاريخ السوق
على صعيد آخر، تتميز سوق العصرونية بأنها شهدت تأسيس أول سوق للبورصة في دمشق. فقد انطلقت في جزء من السوق سُمي سوق «البورص»، كان يربط العصرونية بسوق الحميدية ويضم محلات صغيرة لصرّافي العملة الأجنبية وبائعي الذهب.
غير أن محلاته حاليا تحولت لبيع مستلزمات المرأة من عطور وأدوات زينة وماكياج وغيرها، بعدما كان في أربعينات وخمسينات القرن المنصرم يشهد، وبشكل يومي، تجمُّع تجار دمشق لمعرفة حركة البورصة العالمية والمحلية. ولكن العمل في سوق البورصة انتهى مع بدايات الستينات، وصدور قرار الحكومة السورية ـ آنذاك ـ بتأميم البنوك الخاصة.
اليوم، من يتجول في سوق العصرونية يلاحظ أنها تشهد ازدحاما طول النهار، لا في العصر فقط، ومعظم المتسوقين فيها هم أُسَر، إذ تأتي الأم مع أطفالها إلى السوق بحثا عما يحتاجونه من كماليات وضروريات. فالأم تبحث عن لوازم مطبخها من أدوات مختلفة، والأطفال يشترون الألعاب التي وُعدوا بها، والصبايا وأمهاتهن يشترين العطور وحقائب اليد... وكلها تباع بأسعار شعبية رخيصة الثمن نسبيا، إذا ما قيست بمحلات أسواق دمشق الحديثة والراقية والمولات التجارية. ومع أن شمس دمشق تسطع قوية في الصيف فإن الكثير من أصحاب محلات السوق المكشوفة تحايلوا على أشعة الشمس اللاهبة في الصيف والناعمة في الشتاء فتعاون بعضهم مع بعض، على وضع مظلات قماشية ملونة تحمي المتسوقين من حرارة الصيف، وإن كانت لا تمنع عنهم أمطار الشتاء، التي غالبا ما تكون غزيرة شتاءً.
ونظراً إلى شهرة سوق العصرونية في سورية، يطلق السوريون هذا الاسم على أي محل يبيع الأدوات المنزلية أو الزجاجيات أو أدوات الزينة أو الألعاب... وليس شرطاً ان يكون في دمشق فقط بل في كل المحافظات الأخرى، حتى إذا افتتح أي سوري محلاً حول دمشق مثلاً وسأله أحدهم: ماذا وضعت فيه؟ أجاب: مواد عصرونية!'

## حريق العصرونية
في صباح يوم السبت 23/4/2016 اندلع حريق كبير يعتبر من أضخم الحرائق التي أصابت دمشق على مدى سنوات، استمر الحريق لمدة سبع ساعات متواصلة نجم عنها اضرار ماديّة كبيرة حيث التهمت النيران أكثر من 100 محل تجاري، وتدخلت أكثر من 100 سيارة و 150 رجل اطفاء لإخماده. ولم تتم السيطرة على كامل الحريق إلا بعد 18 ساعة من اندلاعه.